# Le Cercle rouge (film, 1929)
Pour les articles homonymes, voir Le Cercle rouge (homonymie).
Pour plus de détails, voir Fiche technique et Distribution.
Le Cercle rouge (titre original : Der rote Kreis) est un film germano-britannique réalisé par Friedrich Zelnik sorti en 1929.
Il s'agit de la deuxième adaptation allemande d'un roman d'Edgar Wallace, The Crimson Circle.

## Synopsis
Un homme est abattu par un inconnu lors d'une représentation de gala dans un théâtre. Sur le mort, on trouve une lettre menaçante avec l'avertissement: « Si l'argent n'est pas déposé avant cinq heures, vous êtes un homme mort. » La lettre porte un signe mystérieux, un cercle rouge. Il se trouve que des crimes similaires se produisent à travers l'Europe et que l'auteur de ces lettres semble être à Londres. L'inspecteur Parr est chargé de clarifier l'affaire. Pendant ce temps, Mr. Birdmore, qui a également reçu des lettres de menaces du Cercle rouge, est protégé par le détective privé Derrick Yale. Mais ni Yale ni l'inspecteur Parr ne peuvent empêcher Birdmore de devenir une victime du criminel impitoyable.
Parr note que Thalia Drummond, secrétaire du voisin de Birdmore, Mr. Froyant, a volé et mis en gage le bouddha d'or de son patron. Jack, le fils de Birdmore, a l'œil sur la séduisante Thalia. Mais il apprend aussi que Thalia est connu de la police comme une voleuse et une escroqueuse. Parr amène Thalia à un tribunal qui lui donne une condamnation avec sursis. Un peu plus tard, Thalia, apparemment en contact avec le Cercle rouge, reçoit un ordre du chef de la bande de criminels de prendre un travail à la Banque Brabazon. Le marchand immobilier Marl, qui avait des relations d'affaires avec le vieux Birdmore, est un client de Brabazon. Il fait chanter Brabazon avec une photo prouvant que la femme de Brabazon est morte d'une mort non naturelle. Après que Marl veut retirer toute sa fortune à Brabazon et accepte quelques jours de patience, il invite Thalia à un dîner. Le lendemain, Marl est également retrouvé mort.
À la stupéfaction de l'inspecteur Parr et de Derrick Yale, le premier ministre reçoit une lettre de menaces du Cercle rouge. Thalia Drummond reçoit l'ordre du Cercle rouge d'approcher le premier ministre lors d'une fête. Thalia suit les instructions et reçoit une invitation à la villa du Premier ministre. Après le départ de Thalia, les serviteurs trouvent le Premier ministre gravement blessé par un poignard. Derrick Yale arrête Thalia peu de temps après. Le lendemain, il s'avère que Thalia s'est échappée de prison inexplicablement. Lors d'une réunion extraordinaire du département de police, l'inspecteur Parr peut mettre un terme à ce scandale. Et il est maintenant capable de résoudre les crimes du Cercle rouge.

## Fiche technique
- Titre : Le Cercle rouge
- Titre original : Der rote Kreis
- Réalisation : Friedrich Zelnik assisté de Luis Domke
- Scénario : Fanny Carlsen
- Musique : Edmund Meisel
- Direction artistique : Robert A. Dietrich (de)
- Photographie : Frederik Fuglsang (de), Leslie Rowson (en)
- Producteur : Friedrich Zelnik
- Société de production : Efzet-Film GmbH
- Pays d'origine : Allemagne  République de Weimar,  Royaume-Uni
- Langue : allemand
- Format : Noir et blanc - 1,33:1 - 35 mm
- Genre : Policier
- Durée : 109 minutes
- Dates de sortie :
  - Allemagne  République de Weimar : 25 mars 1929.
  -  France : 13 septembre 1929[1].
  -  Bulgarie : 2 décembre 1929.

## Distribution
- Lya Mara : Thalia Drummond
- John Castle : L'inspecteur Parr
- Stewart Rome : Derrick Yale
- Hans Marlow : Birdmore
- Fred Louis Lerch : Jack Birdmore
- Albert Steinrück : Froyant
- Otto Tressler : Le ministre-président
- Otto Wallburg : Marl
- Hans Albers : Le majordome de Marl
- Ilka Grüning : La propriétaire
- Annie Ann : Milly
- Bruno Ziener : Le commissaire criminel
- Hugo Döblin : Le prêteur
- Ria Weber : La femme de chambre

## Autres adaptations
- The Crimson Circle, film britannique réalisé par George Ridgwell sorti en 1922.
- The Crimson Circle, film britannique réalisé par Reginald Denham sorti en 1936.
- Scotland Yard contre Cercle rouge, film allemand réalisé par Jürgen Roland sorti en 1960.

## Source de la traduction
- (de) Cet article est partiellement ou en totalité issu de l’article de Wikipédia en allemand intitulé « Der rote Kreis (1929) » (voir la liste des auteurs).